# فابريس أولينغا
فابريس أولينغا إيسونو (بالفرنسية: Fabrice Olinga Essono)‏ (ولد في 12 مايو 1996 في دوالا) لاعب كرة قدم دولي كاميروني يلعب حاليا لصالح نادي مالقا الإسباني في مركز المهاجم منذ 2011.
هو أصغر اللاعبين المشاركين في كأس العالم 2014 سناً.

## روابط خارجية
- فابريس أولينغا على موقع الاتحاد الدولي (مؤرشف)  (الإنجليزية)
- فابريس أولينغا على موقع الاتحاد الأوربي (الإنجليزية)
- فابريس أولينغا على موقع إي إس بي إن إف سي (الإنجليزية)
- فابريس أولينغا على موقع قاعدة بيانات كرة القدم.إي يو (الإنجليزية)
- فابريس أولينغا على موقع ليكيب (الفرنسية)
- فابريس أولينغا على موقع ناشيونال فوتبول تيمز (الإنجليزية)
- فابريس أولينغا على موقع Soccerway.com (الإنجليزية)
- فابريس أولينغا على موقع عالم كرة القدم.نت (الإنجليزية)
- فابريس أولينغا على موقع AS.com (الإسبانية)